# Réserve naturelle nationale des Hauts de Chartreuse
La réserve naturelle nationale des Hauts de Chartreuse (RNN136) est une réserve naturelle nationale située en Auvergne-Rhône-Alpes dans le massif de la Chartreuse. Classée en 1997, elle s'étend sur 4 450 ha et forme un vaste plateau rocheux bordé de falaises qui présente des milieux montagnards et subalpins.

## Localisation

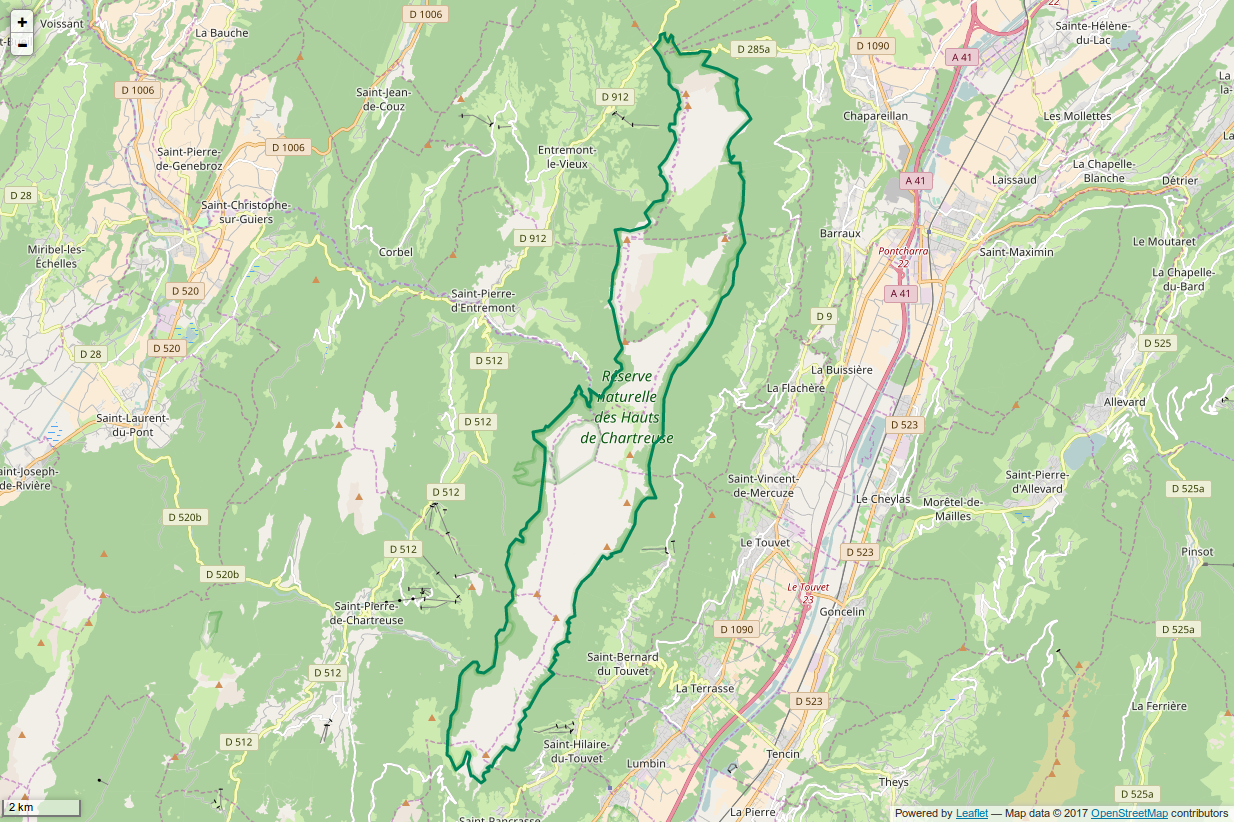
Périmètre de la réserve naturelle.

À l'est du massif de la Chartreuse, en Auvergne-Rhône-Alpes, la réserve naturelle s'étend du Mont Granier au nord, à la Dent de Crolles au sud sur environ 20 km de long et 3 km de large en moyenne. Le territoire concerne 11 communes sur 2 départements. En Isère, les communes de Sainte-Marie-du-Mont, Saint-Pancrasse, Chapareillan, Saint-Bernard-du-Touvet, Saint-Hilaire-du-Touvet, Saint-Pierre-de-Chartreuse et Saint-Pierre d'Entremont ; en Savoie, Saint-Pierre d'Entremont, Apremont, Les Marches et Entremont-le-Vieux.
Le site correspond à un synclinal perché. Il forme un vaste plateau à dominante rocheuse en altitude, bordé de hautes parois abruptes. Il couvre une surface totale de 4 450 hectares dont 3 950 ha en Isère et 500 ha en Savoie pour une altitude comprise entre 900 m et 2 062 m à la Dent de Crolles.
Limites de la réserve naturelle et des réserves biologiques de l'Aulp du Seuil, et de Malissard

## Histoire du site et de la réserve

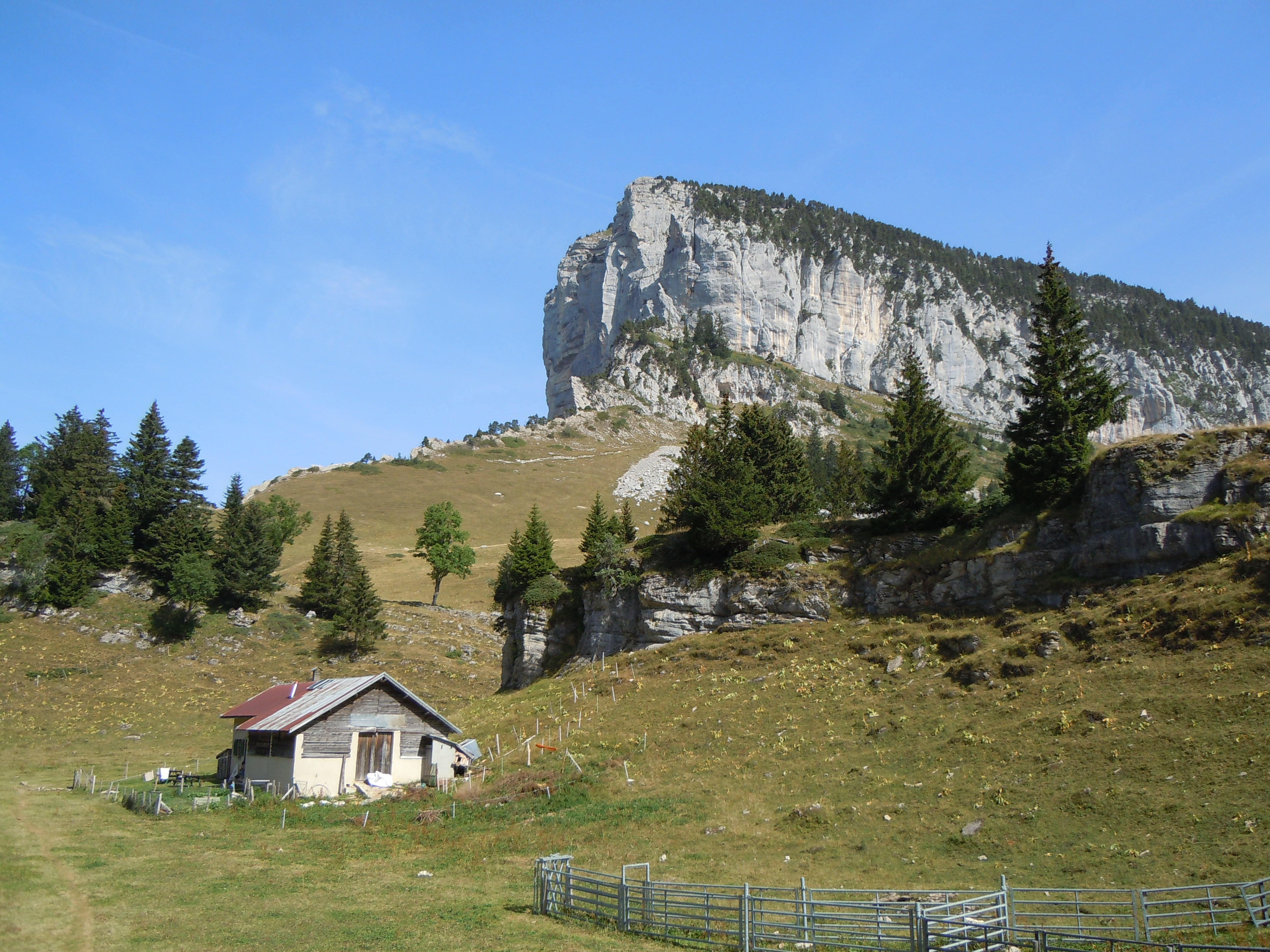
Le Mont Granier

À la suite d'une première demande en 1978, la réserve naturelle a été créée en 1997 pour préserver le site, menacé par des projets d'aménagement,.

## Écologie (biodiversité, intérêt écopaysager…)
Suivant l'étagement en altitude, on trouve des milieux très divers dans la réserve naturelle : forêts montagnardes de hêtres et sapins, forêts subalpines d'épicéas, pelouses sommitales avec présence de pins à crochets, falaises rocheuses calcaires.
La réserve naturelle a pour mission de protéger et gérer ce territoire pour que les diverses activités qui s’y exercent (élevage, exploitation forestière, randonnée…) soient compatibles avec la préservation de la faune, de la flore et du paysage.

### Spéléologie et archéologie

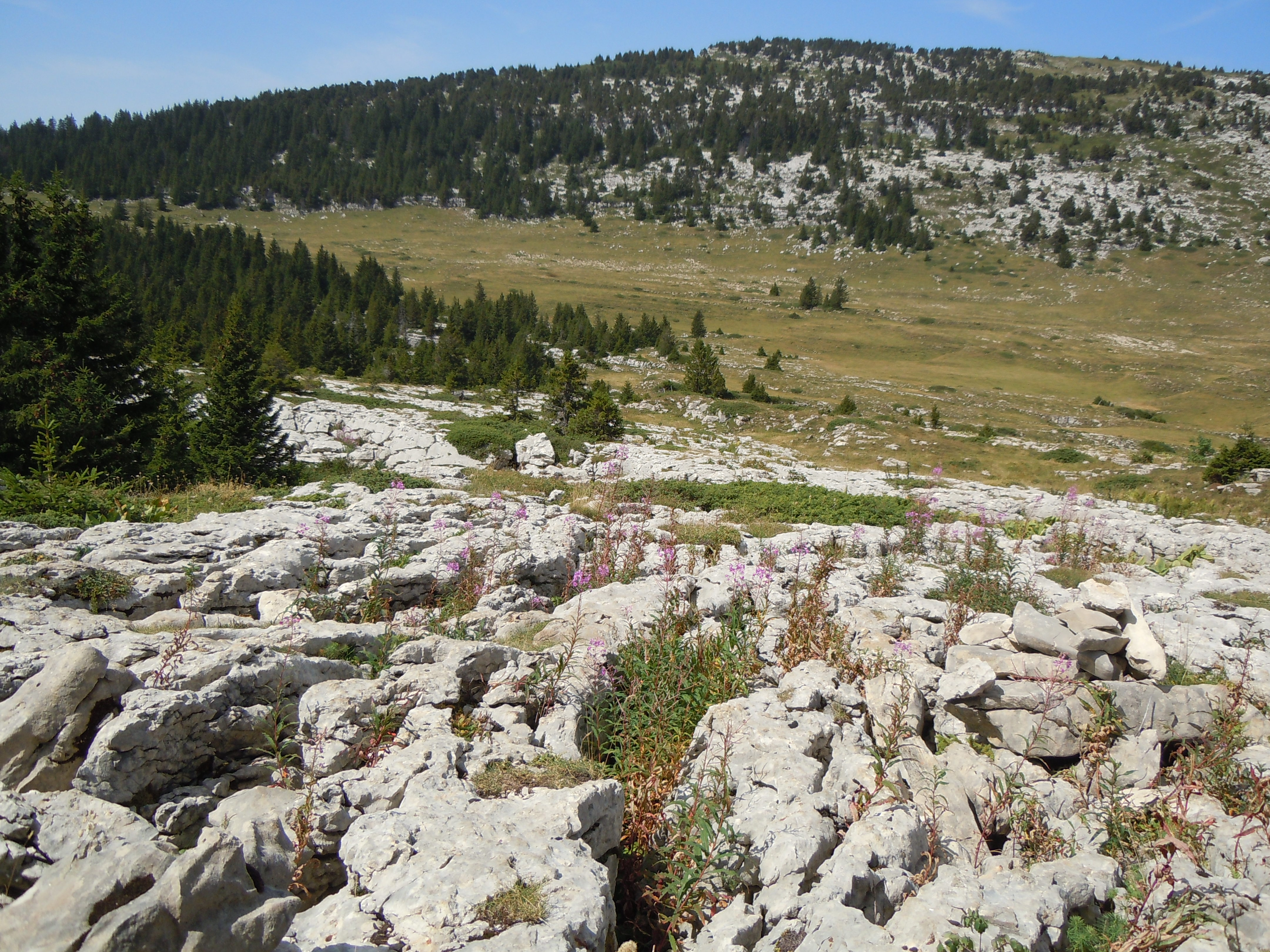
Lapiaz

Les réseaux souterrains du massif comportent plus de 250 km de réseaux karstiques explorés. On trouve également la Balme à Collomb, une grotte à ossements exceptionnelle par sa richesse en ours des cavernes ainsi qu'un site archéologique unique dans les Alpes pour le mésolithique de montagne : l'Aulp-du-Seuil.

### Flore

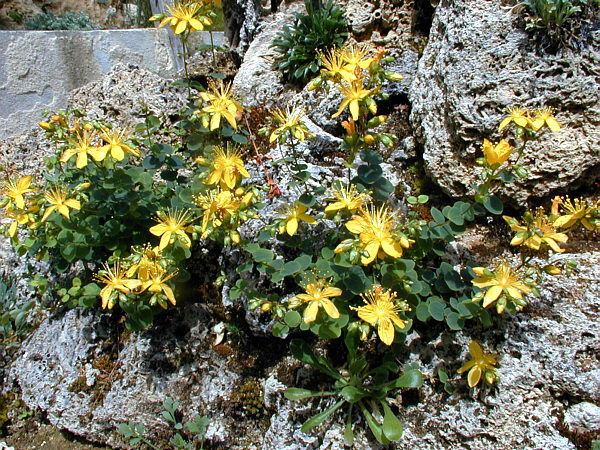
Vulnéraire des Chartreux

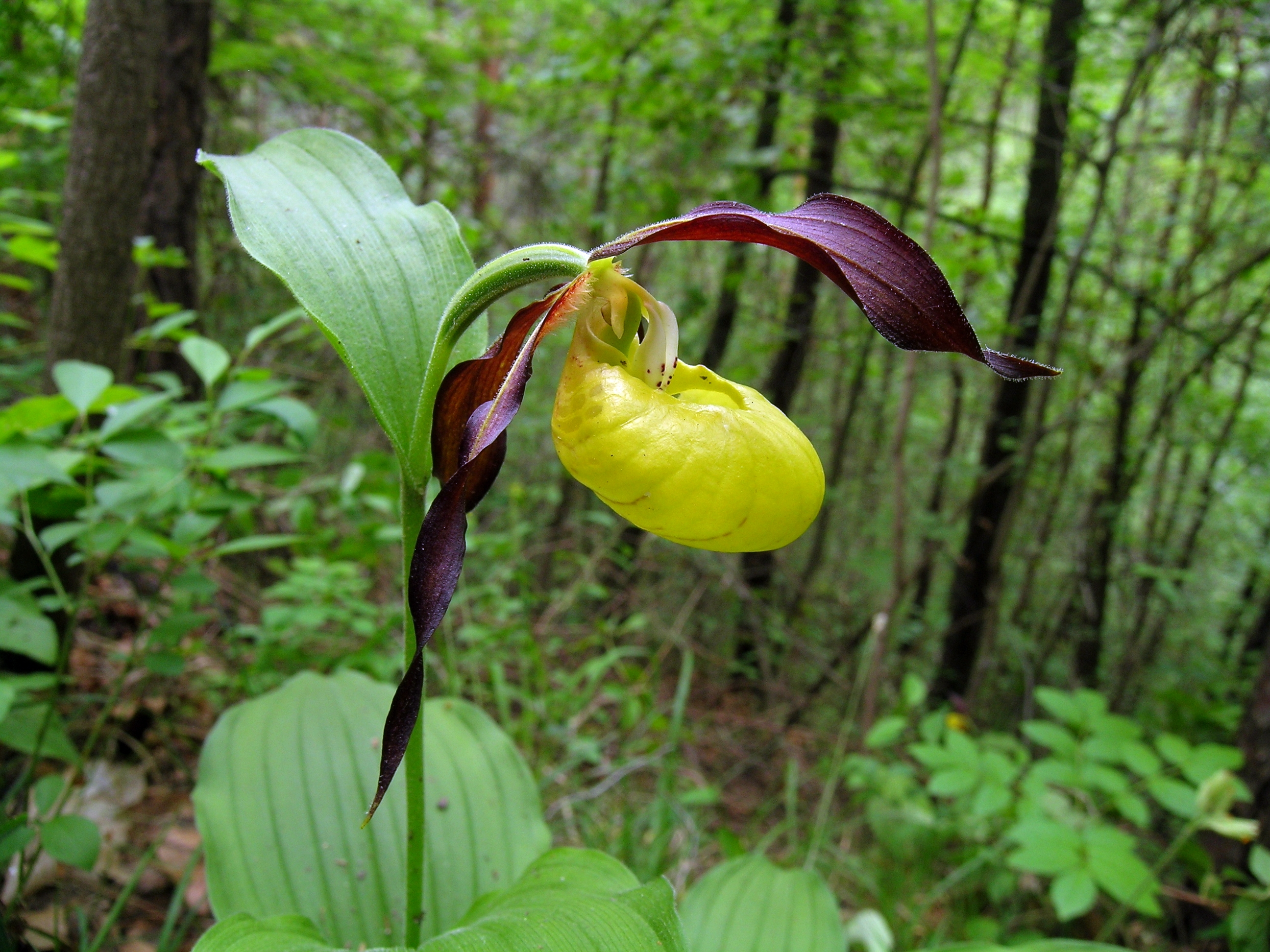
Sabot de Vénus

Plus de 820 espèces végétales sont recensées dont une trentaine sont rares à l'échelle régionale comme le Liparis de Loesel (Liparis loeselii), le Sabot de Vénus (Cypripedium calceolus) la Vulnéraire des Chartreux et la Potentille luisante.

### Faune
On trouve sur le site plus de 150 espèces animales protégées dont la Rosalie des Alpes (Rosalia alpina),
et des mammifères comme le Lynx boréal (Lynx lynx) ou des chauves-souris comme le Grand murin (Myotis myotis), le Grand rhinolophe (Rhinolophus ferrum-equinum), le Petit rhinolophe (Rhinolophus hipposideros), la Barbastelle (Barbastella barbastellus) et le Vespertilion à oreilles échancrées (Myotis emarginatus).

## Intérêt touristique et pédagogique

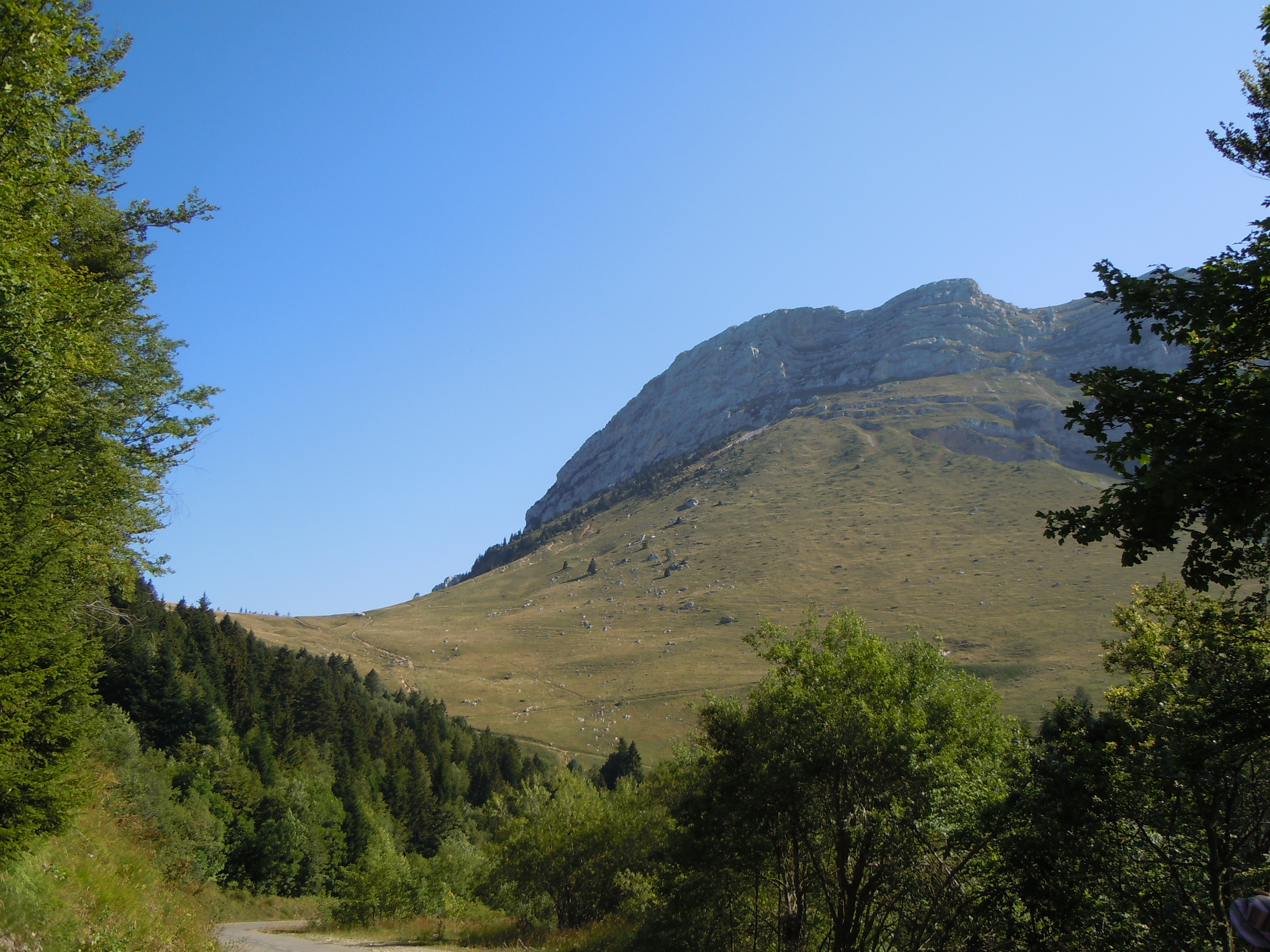
Le col des Ayes, au pied de la dent de Crolles

Accessible uniquement à pied, cet espace en partie modifié par l'homme a conservé une richesse naturelle exceptionnelle. Trois villes-portes, Voiron, Chambery et Grenoble font la promotion de la réserve. Plusieurs points d'entrée sont possibles, essentiellement du côté Ouest (le col des Ayes, le cirque de Saint-Même et le col de l'Alpette. À partir des parkings limitrophes, l'accès ne se fait qu'à pied.
Le décret réglemente les activités dans la réserve : pastoralisme (ovins et bovins), exploitation forestière, chasse, randonnée pédestre, spéléologie, escalade, parapente, randonnée à ski et en raquette.

## Élevage
Chaque été, les alpages sont occupées par les troupeaux de chèvres et de vaches de montagne.

## Administration, plan de gestion, règlement
La gestion du site a été déléguée au Syndicat mixte du Parc naturel régional de la Chartreuse depuis 2001. Cette réserve correspond à 6 % de la superficie totale du parc.

### Réglementation
Dans la réserve, il est interdit de : 
- Faire du feu
- Se promener avec son/ses chiens, même tenus en laisse
- Cueillir les espèces végétales protégées
- Jouer d'un instrument de musique
- Déranger les animaux sauvages
- Pratiquer le camping
- Jeter des détritus par terre

### Outils et statut juridique
La réserve naturelle a été créée par le Décret no 97-905 du 1er octobre 1997.
Le réseau Natura 2000 y exerce une mission sous la référence FR8201740,
c'est aussi une ZNIEFF de type I.
Du point de vue de la conservation des espèces, la réserve naturelle englobe également trois réserves biologiques, sous deux statuts :
- réserve biologique intégrale de l'Aulp du Seuil (d)
- réserve biologique intégrale de Malissard (d)
- réserve biologique dirigée de Malissard (d)